# 윌리엄 매키니스
윌리엄 매키니스(William McInnes, 1964년 9월 10일 ~ )는 오스트레일리아의 배우이다.

## 출연 작품

### 영화
- 터틀 비치 (1991, Turtle Beach)
- 과외 수업 (1993, The Heartbreak Kid)
- 바디 멜트 (1993)
- Broken Highway (1993)
- Uncle (1996) - 해설 (단편)
- Cousin (1999) - 해설 (단편)
- Brother (2000) - 해설 (단편)
- 더러운 짓거리 (2002, Dirty Deeds) - 할리우드 역
- Look Both Ways (2005) - 닉 역
- 이리지스터블 (2006, Irresistible)
- 언피니쉬드 스카이 (2007, Unfinished Sky)
- Prime Mover (2009)
- My Year WIthout Sex (2009)

### 텔레비전
- 대탐험 로스트 월드 (2000)
- 그리고 파티는 끝났다 (2011)
- 레이크 (2018)